# Epizeuxis oaxacalis
Epizeuxis oaxacalis là một loài bướm đêm trong họ Noctuidae.